# Salle des États
Ne pas confondre avec la salle des États du château de Blois.
La salle des États est une salle d'apparat située dans le palais des ducs et des États de Bourgogne à Dijon, rue de la Liberté.

## Historique
Aux XVIIe et XVIIIe siècles, l'hôtel des ducs et le palais des États font l'objet d'une importante restructuration classique tout en conservant la plupart des parties gothiques d'origine. 
Les états de Bourgogne, composés de représentants des trois ordres : noblesse, clergé et Tiers État, qui s'assemblaient tous les trois ans pour voter l'impôt et prendre les décisions importantes pour l'administration de la province, désiraient disposer d'un lieu pour se réunir. Ils demandèrent qu'un bâtiment leur soit construit près du logis du roi. Aussi Daniel Gittard éleva de 1682 à 1685 une aile destinée notamment à abriter la salle des États. Aussitôt après, le premier architecte de Louis XIV, Jules Hardouin-Mansart, reprit le chantier ; il prolongea de 1686 à 1689 l'aile nouvelle vers l'actuelle place de la Libération, pour y installer le vestibule précédant la salle des États. Il conçut ensuite le mobilier de la salle (estrades, gradins, bancs et fauteuils), réalisé en 1689 et 1690. En 1692 et 1693, on posa des lambris. En 1768, on tendit sur les murs des tapisseries semées de fleurs de lys d'or et ornées des armoiries de la Bourgogne sur manteaux d'hermine. Tissées à la manufacture de Beauvais, elles avaient été réalisées d'après les dessins de l'architecte Charles-Joseph Le Jolivet. 
Sous la Révolution, ces tapisseries furent mises en pièces.
Le 23 août 1860, un grand bal fut organisé dans la salle pour l'empereur Napoléon III et l'impératrice Eugénie, alors en visite à Dijon.
De 1894 à 1896, la salle reçut un nouveau décor en partie inspiré du style Louis XIV, sous la direction de l'inspecteur des Beaux-Arts Henry Havard et de l'architecte municipal Paul Deshérault. Les murs et le plafond furent peints ; des lustres et des bras de lumière furent créés. Un grand tableau, Les Gloires de la Bourgogne, commandé à Henri-Léopold Lévy, et placé dans un riche cadre en bois sculpté, fut installé sur le mur du fond. La salle rénovée fut inaugurée le 18 avril 1896.
En février 1944, l'armée allemande transforma la salle en tribunal militaire et quinze jeunes résistants de l'Auxois, compromis dans le meurtre du major Werner, y furent condamnés à mort le 29 février 1944.
Le décor du XIXe siècle a été restauré en 2000.

Illustrations
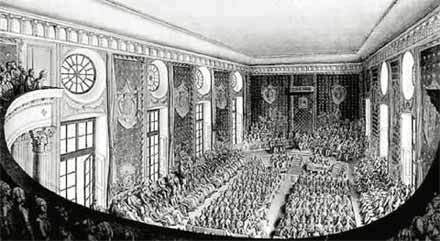
François Devosge, La salle des États lors de l'ouverture d'une session triennale, dessin de 1755, BnF.
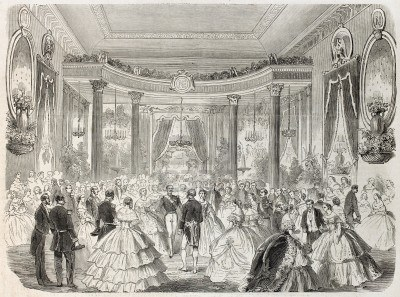
L'empereur Napoléon III et l'impératrice au grand bal dans la salle des États, L'Illustration, 1860.

Vues de la salle des États
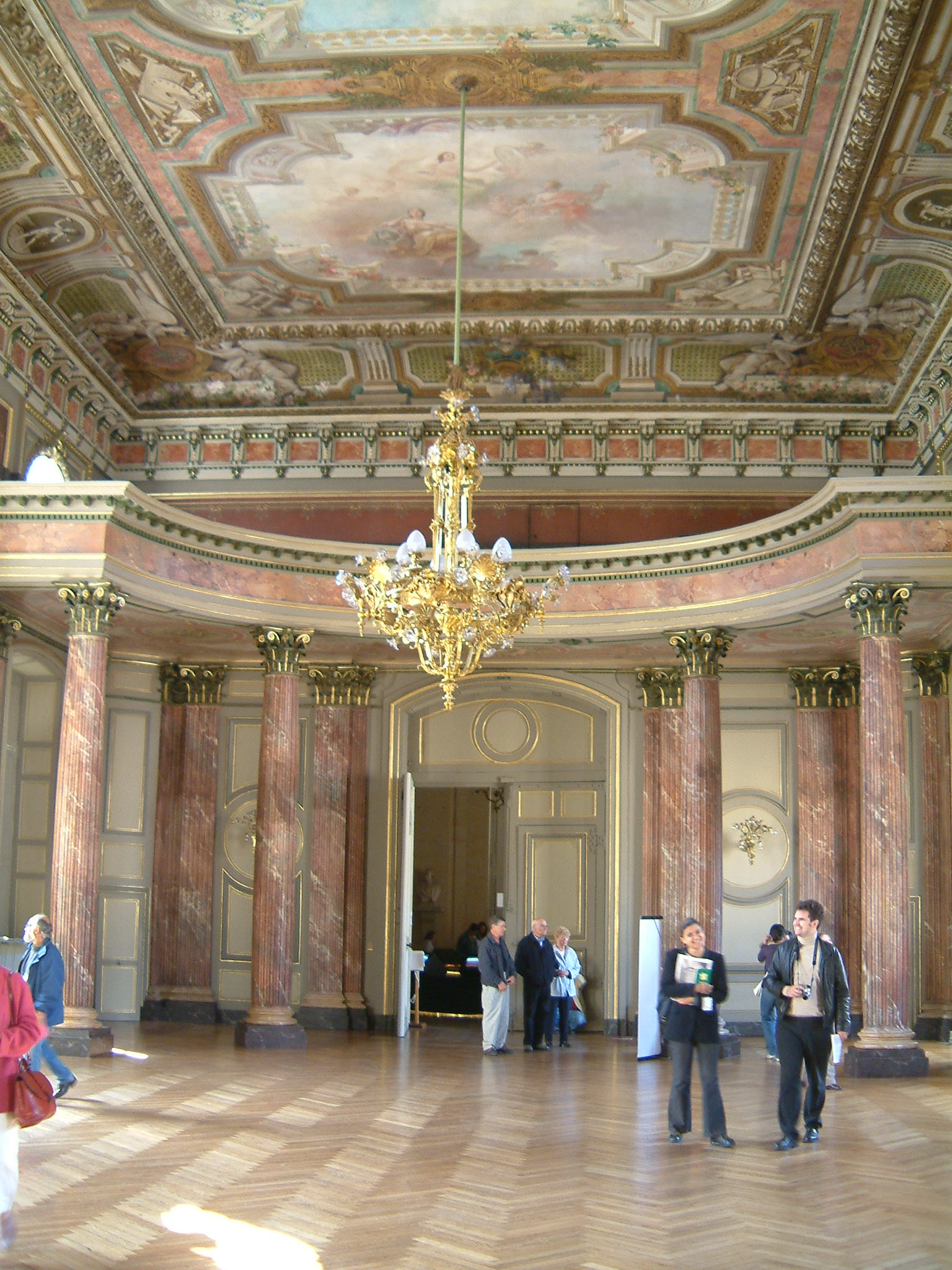
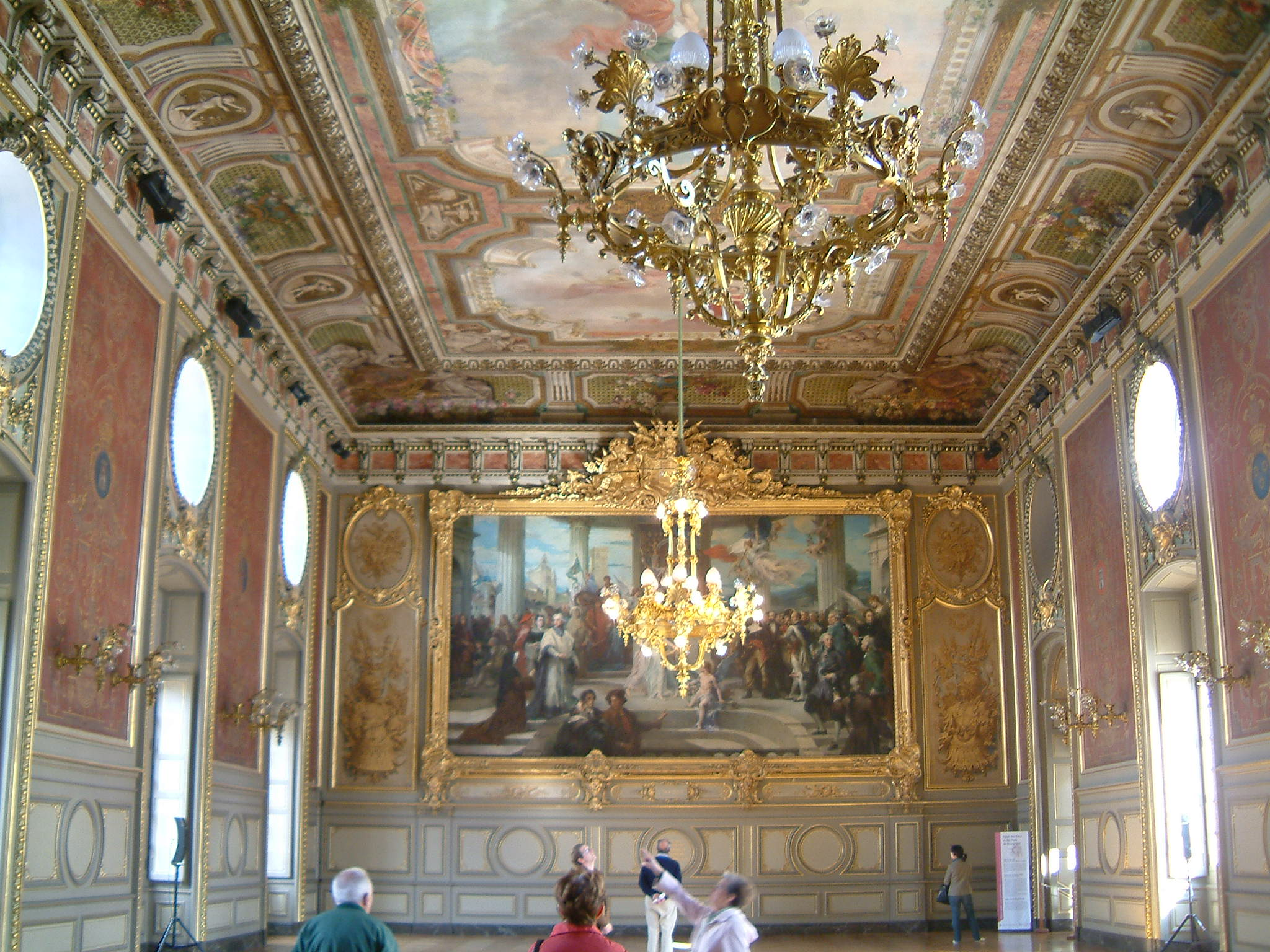

Peintures et décors
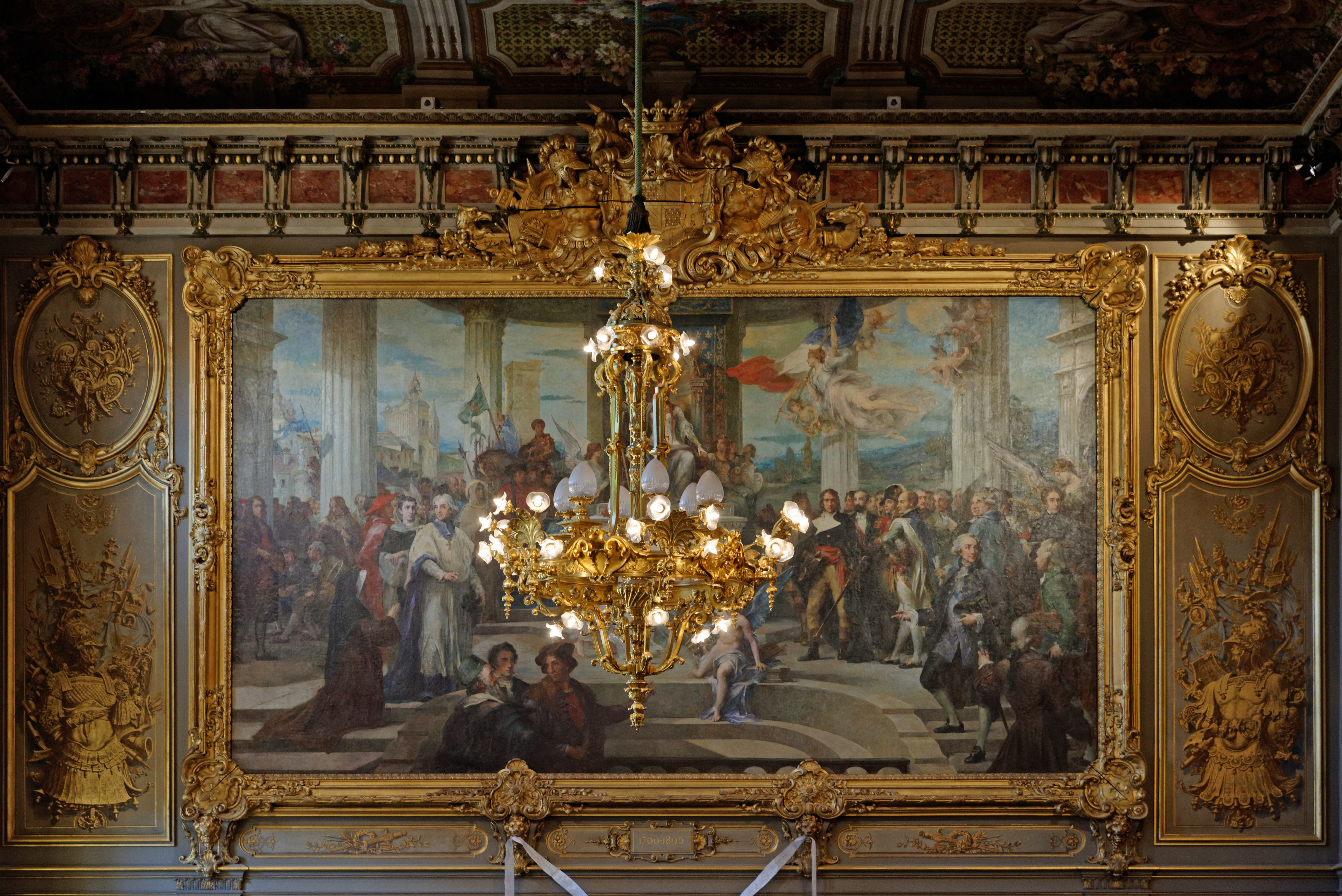
Henri-Léopold Lévy, Les Gloires de la Bourgogne (1894).
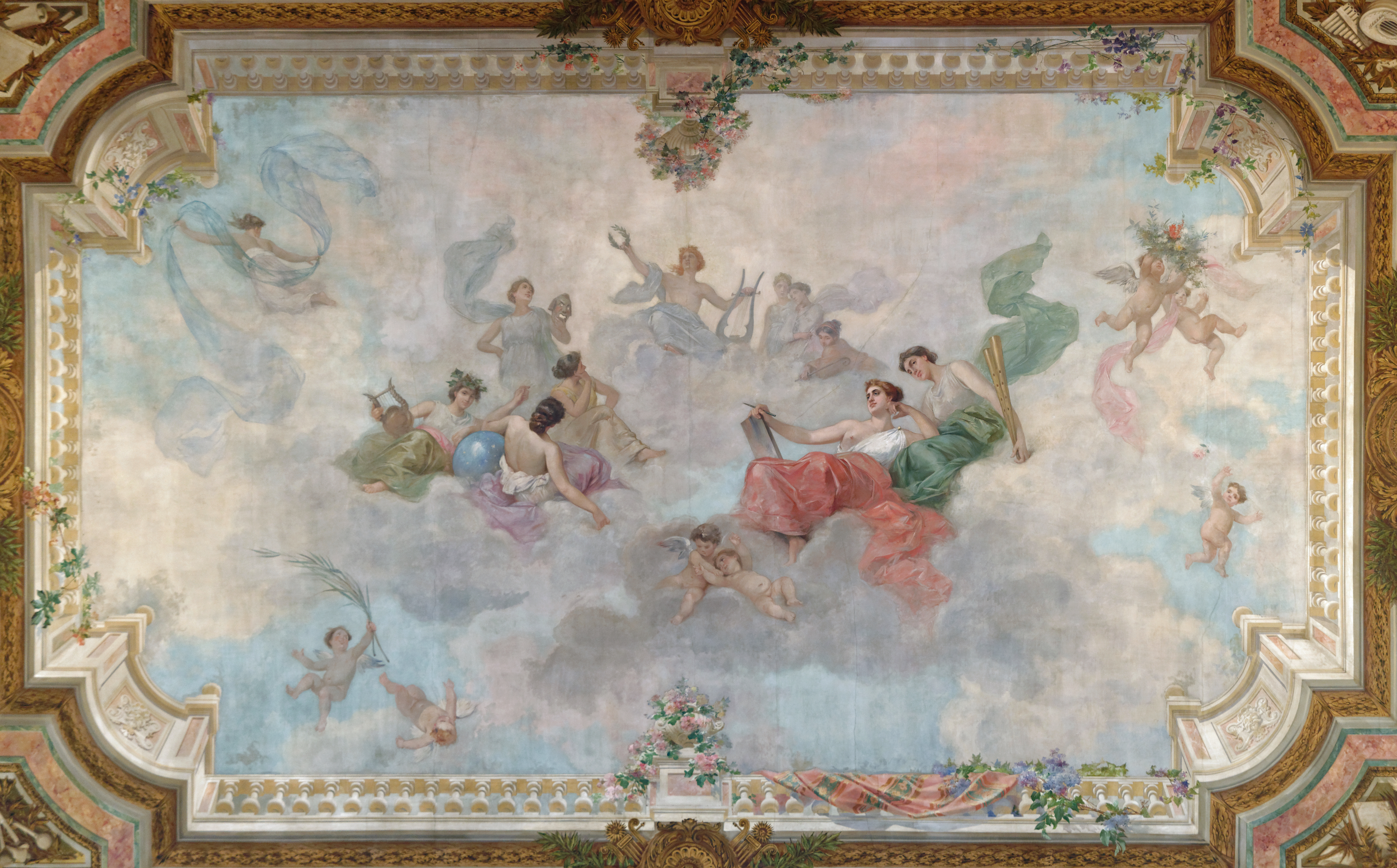
Paul Mathey, Apollon couronnant les arts scéniques (1895-1896), plafond.
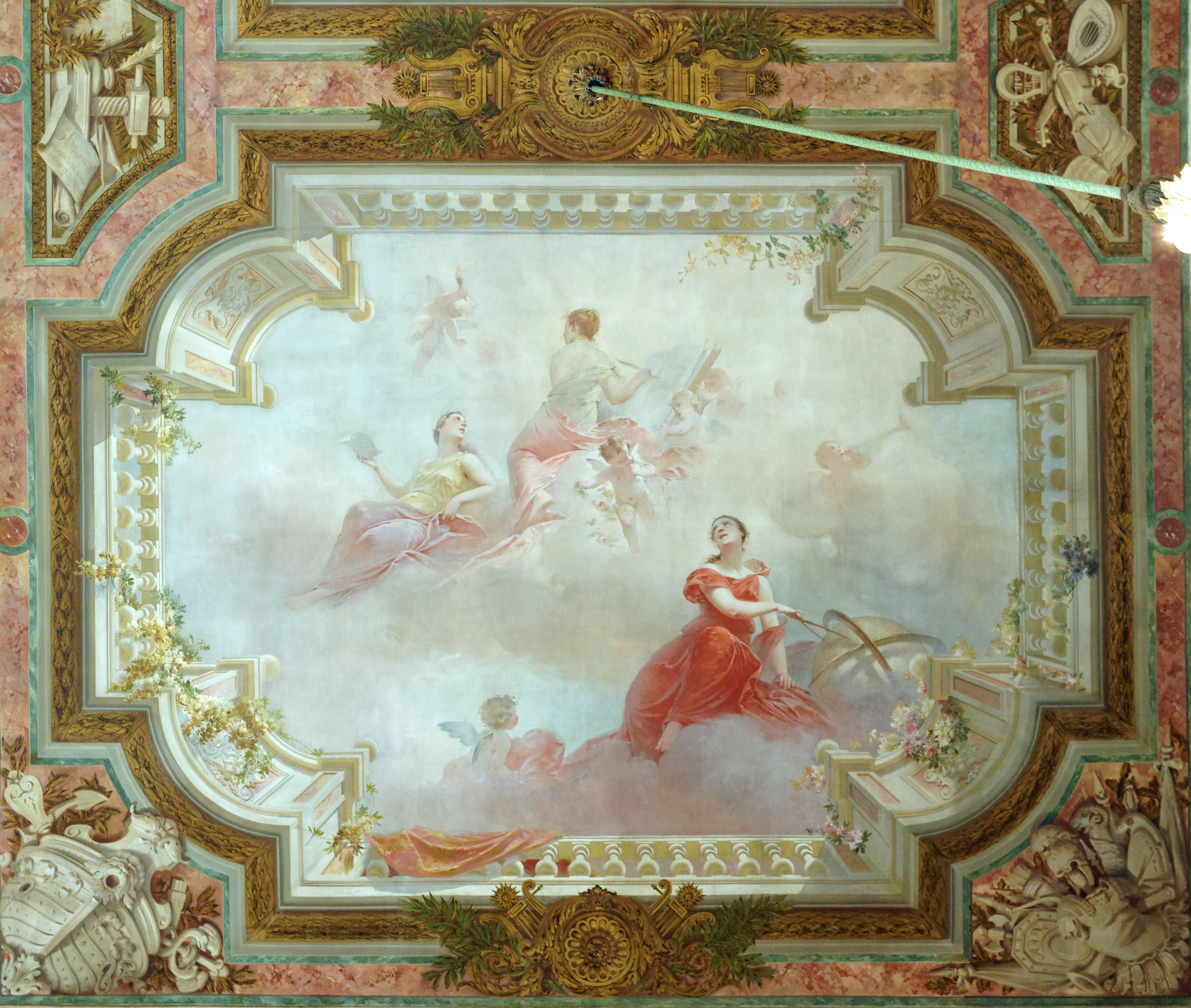
Jean Geoffroy, L'Astronomie, la Poésie et la Littérature (1895-1896), plafond.
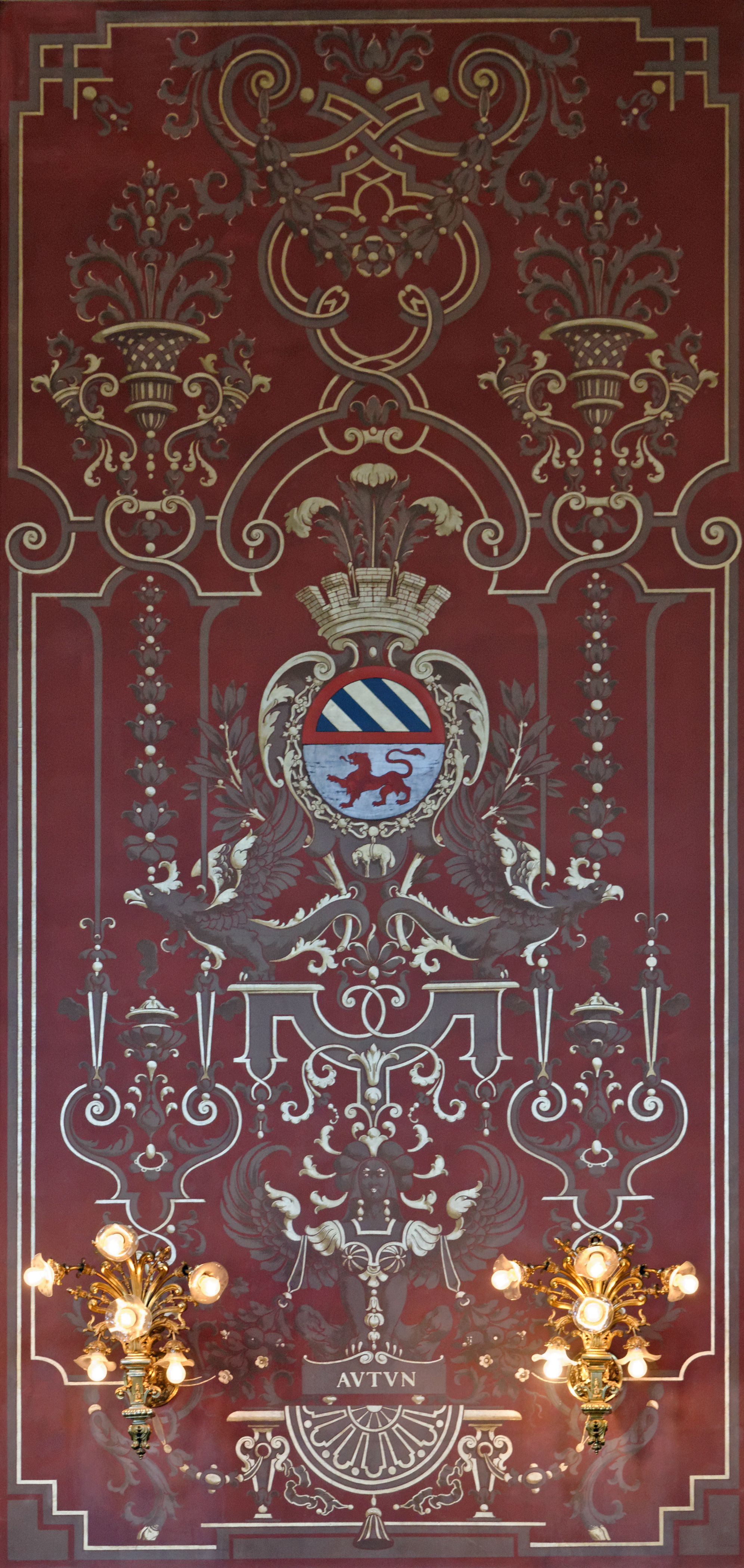
Décor mural : armoiries de la ville d'Autun.
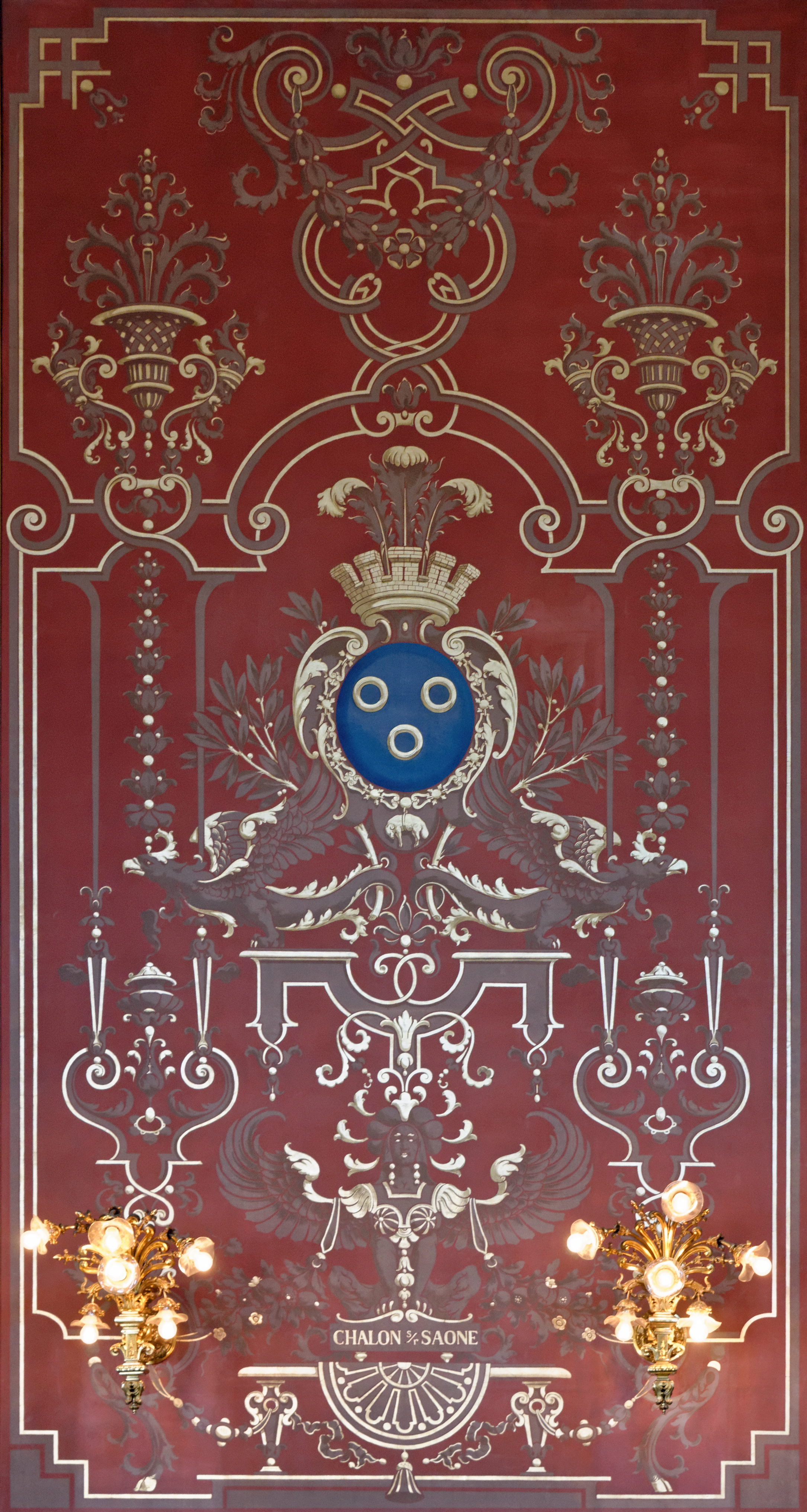
Décor mural : armoiries de la ville de Chalon-sur-Saône.

Lustres
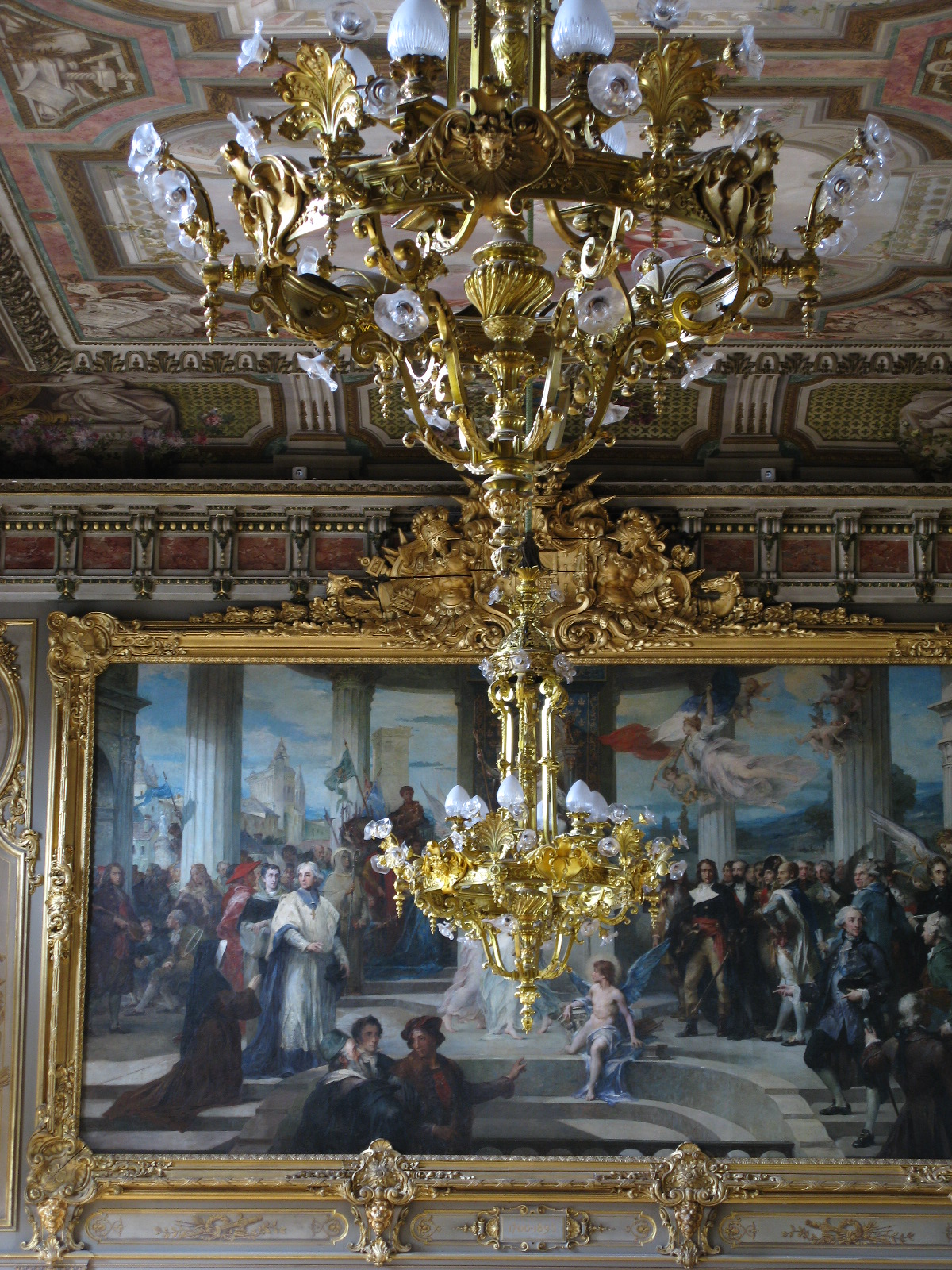
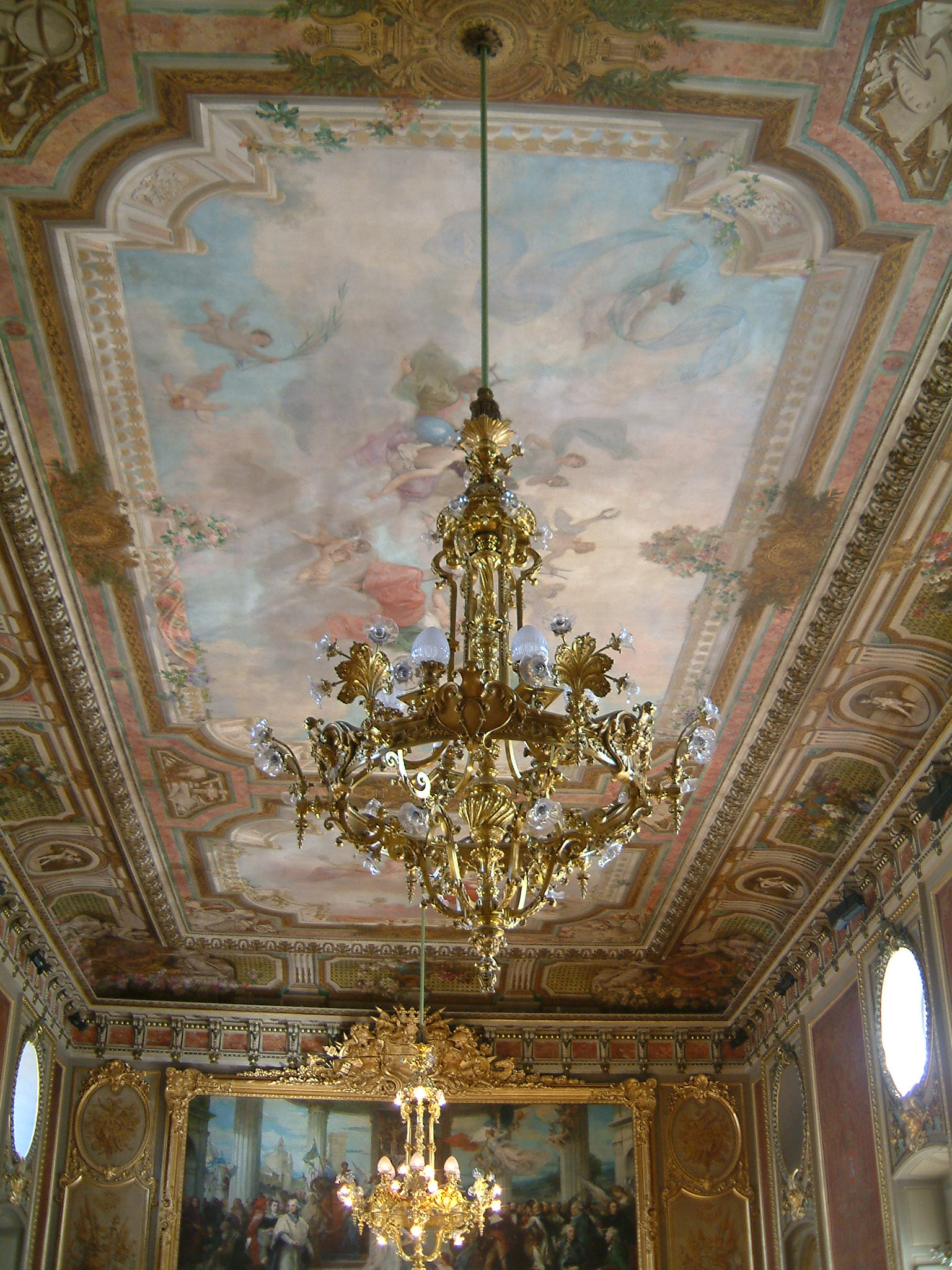